# Ostrowite (gmina Suchy Dąb)
Ostrowite (niem. Osterwik) – wieś w Polsce położona w województwie pomorskim, w powiecie gdańskim, w gminie Suchy Dąb na obszarze Żuław Gdańskich. 
Część mniejsza część wsi leży na terenie gminy Pszczółki.
Wieś należąca do Żuław Steblewskich terytorium miasta Gdańska położona była w drugiej połowie XVI wieku w województwie pomorskim. W latach 1975–1998 miejscowość należała administracyjnie do województwa gdańskiego.
Wieś stanowi sołectwo gminy Suchy Dąb.